# Bryan Dechart
Pour les articles homonymes, voir Dechart.
Bryan Dechart, né le 17 mars 1987 à Salt Lake City, dans l'Utah, aux États-Unis, est un acteur et streamer américain.
Il se fait connaître pour son rôle de Jamie dans le film As Good as You et pour avoir prêté ses traits et sa voix à Connor, l'un des trois personnages principaux du jeu vidéo Detroit: Become Human, sorti en 2018.
Il fait également des lives sur Twitch avec sa compagne Amelia Rose Blaire-Dechart.

## Biographie
Bryan Dechart naît à Salt Lake City dans l'Utah, le 17 mars 1987. Il grandit avec sa famille à Novi dans le Michigan. 
Il est diplômé d'un Baccalauréat en beaux-arts à la Tisch School of the Arts de l'Université de New York.

## Vie privée
En 2012, il rencontre l'actrice américaine Amelia Rose Blaire sur le tournage du film Commencement. Ils se fiancent le 10 juin 2017 à Versailles et se marient le 30 juin 2018 à San Luis Obispo en Californie.

## Filmographie

### Cinéma

#### Longs métrages
- 2010 : Sexy Dance 3D de Jon Chu : Anton
- 2012 : Things I Don't Understand de David Spaltro : Dan
- 2012 : Commencement de Steve Albrezzi : Andrew
- 2013 : Awakened de Joycelyn Engle et Arno Malarone : Liam Dawson
- 2014 : Rodéo Princess 2 (Dakota's Summer) de Timothy Armstrong : Taylor Chase
- 2014 : The Remaining de Casey La Scala : Dan
- 2015 : Roommate Wanted de Rob Margolies : Joe
- 2015 : As Good as You de Heather de Michele : Jamie

#### Courts métrages
- 2008 : Bar Mitzvah Season de Reed Adler : Emcee
- 2009 : Obelisk Road de Liz Kerin : Calvin McManus
- 2009 : Tran.si.tions de Mark Lee : Thomas
- 2010 : Children at Play de Lexan Rosser : Jack Wolf
- 2010 : Eros de Andrew Blum : Alex
- 2010 : 800 Pound Gorilla de John Paxton Jr. : Vincent
- 2010 : Fish: A Boy in a Man's Prison de T.J. Parsell : T.J. O'Rourke
- 2011 : Robot de Sean David : Charlie
- 2011 : Blown Away de Courtney Marsh : Guido
- 2011 : Van Devi de Yohko Verlato : Nick
- 2011 : Dreams from a Petrified Head de Daniel Ouellette : Jeremy
- 2012 : Stayed For de Devereux Milburn : Jeffrey Denison
- 2012 : Rockaway de Melanie Schiele : Donovan
- 2012 : Patriot Girls de Lisa J Dooley : Allister
- 2012 : The Pit de Byron Camacho : Chris
- 2014 : The Box de Andrew Bikichky et Jon Huertas : Joe
- 2018 : You'll Only Have Each Other de Alison-Eve Hammersley : Gabe

### Télévision

#### Séries télévisées
- 2009 : Haine et passion : Brian (1 épisode)
- 2009 : Z Rock : Caterer (saison 2, épisode 6)
- 2010 : New York, section criminelle : John Silvestri jeune (saison 9, épisode 8)
- 2011 : Blue Bloods : un photographe (saison 1, épisode 15)
- 2012 : Jane by Design : Eli Chandler (8 épisodes)
- 2013 : Switched : Graham Vendoris (saison 2, épisode 15)
- 2013 : Beauty and the Beast : Aaron Keller (saison 2, épisode 4)
- 2014 : True Blood : Dave (saison 7, épisode 4)
- 2018-2020 : Vampire: The Masquerade : L.A. By Night (web-série) : Vannevar Thomas (5 épisodes)
- 2019 : The Golden Spiral (web-série) : le narrateur / plusieurs figurants (6 épisodes)

### Clip vidéo
- 2014 : We Are de Dominique Toney
- 2011 : The Grind de The Kobolds EP II

## Doublage

### Jeux vidéo
- 2016 : Mafia III : plusieurs personnages (voix)
- 2018 : Detroit: Become Human : Connor (personnage principal / voix et capture de mouvement)[7]
- 2018 : Red Dead Redemption II : un habitant de la voie piétonne / voix additionnelle
- 2020 : Cyberpunk 2077 : Brendan / voix additionnelle